# Comuna Ungheni, Iași
Ungheni (în trecut, Bosia) este o comună în județul Iași, Moldova, România, formată din satele Bosia (reședința), Coada Stâncii, Mânzătești și Ungheni.

## Etimologie
Comuna poartă numele localității Ungheni datorită faptului că acest sat reprezintă un punct feroviar important. Numele de "Ungheni" provine de la "unghi", referire la faptul că localitatea Ungheni este situată în dreptul unei cotituri a râului Prut.

## Geografie

### Așezare
Comuna se află la marginea de est a județului, pe malul drept al Prutului, la granița cu raionul Ungheni din Republica Moldova. Este străbătută de șoseaua județeană DJ249, care o leagă spre nord de Victoria (unde se termină în DN24) și spre sud de Țuțora, Prisăcani, Grozești și Gorban (unde se termină în DN28). La Bosia, din acest drum se ramifică șoseaua județeană DJ249, care duce spre sud-vest la Holboca și Iași (unde se termină în DN28).
Prin comună trece și calea ferată Iași-Chișinău, pe care este deservită de stația-punct de trecere a frontierei Ungheni.

### Relief
Relieful comunei este format din dealuri și o câmpie, ce predomină. Pe dealuri sunt situate satele Mânzătești și Coada Stâncii, iar în lunca Jijiei și a Prutului localitățile Bosia și Ungheni.
Solul este format din aluviuni de natură argilo-nisipoasă, la șes, și argilo-calcaroasă, în majoritate lutos, pe dealuri. Caracteristicile solului sunt, în zona de șes fertilitatea ridicată, iar la dealuri instabilitatea suprafeței. În regiunea Coada Stâncii, instabilitatea solului a provocat dese alunecări de teren.
Terenurile arabile de pe șes sunt propice cultivării tuturor tipurilor de plante agricole: porumb, cartofi, floarea soarelui și în special legume. Dealurile sunt propice cultivarii de paioase - orz, ovăz - și leguminoase - mazăre și linte. În regiunea dealurilor sunt de asemenea cultivate vii și livezi de pomi.
Apele de suprafață constituie un element de relief important. Pe lânga râurile Prut și Jijia, există un numar de bălți, alimentate de precipitații și de revărsarea apelor curgătoare, datorită altitudinii de aproximativ 30m. Stratul de apă freatică se află la 5–6 m adâncime.
Comuna este situată într-o regiune cu climă temperată, condițiile fiind favorabile dezvoltării agriculturii. Presiunea atmosferică, precipitațiile și temperaturile aerului permit cultivarea cerealelor, legumelor și pomilor fructiferi.

## Demografie
Componența etnică a comunei Ungheni
     Români (90,37%)
     Alte etnii (0,08%)
     Necunoscută (9,55%)
Componența confesională a comunei Ungheni
     Ortodocși (89,25%)
     Alte religii (0,89%)
     Necunoscută (9,85%)
Conform recensământului efectuat în 2021, populația comunei Ungheni se ridică la 3.582 de locuitori, în scădere față de recensământul anterior din 2011, când fuseseră înregistrați 4.173 de locuitori. Majoritatea locuitorilor sunt români (90,37%), iar pentru 9,55% nu se cunoaște apartenența etnică. Din punct de vedere confesional, majoritatea locuitorilor sunt ortodocși (89,25%), iar pentru 9,85% nu se cunoaște apartenența confesională.

## Politică și administrație
Comuna Ungheni este administrată de un primar și un consiliu local compus din 13 consilieri. Primarul, Iulian Marcu[*], de la Partidul Național Liberal, este în funcție din 2008. Începând cu alegerile locale din 2024, consiliul local are următoarea componență pe partide politice:
|  | Partid                          | Consilieri | Componența Consiliului | Componența Consiliului | Componența Consiliului | Componența Consiliului | Componența Consiliului |
|  | ------------------------------- | ---------- | ---------------------- | ---------------------- | ---------------------- | ---------------------- | ---------------------- |
|  | Partidul Național Liberal       | 5          |                        |                        |                        |                        |                        |
|  | Partidul Social Democrat        | 4          |                        |                        |                        |                        |                        |
|  | Uniunea Salvați România         | 2          |                        |                        |                        |                        |                        |
|  | Alianța pentru Unirea Românilor | 2          |                        |                        |                        |                        |                        |

## Istorie
Istoria acestor locuri arată că, în timp, așezările ce se găsesc unite într-o comună au luat naștere ca urmare a stabilirii unor vechi nuclee de agricultori care lucrau aceste pămanturi. Cele mai vechi însemnări cunoscute despre aceasta zona sunt cele legate de satul Ungheni. Astfel într-un uric de la Alexandru cel Bun din anul 1429 se pomenește despre Unghiul Îngust. Profesorul Costăchescu spune că acest Unghi Îngust, probabil un cot al Prutului, a dat denumirea satului Ungheni de astăzi.
În alte documente din anul 1442, Ștefan Voievod al Moldovei "întărește" Martei, soția boierului Mihu-Andronic, două iezere între Prut și Jijia și poienile ce țin de Unghiul (satul Ungheni de astăzi), care pe atunci forma o singură așezare cu Unghiul din Basarabia.
La sfârșitul secolului al XIX-lea, comuna purta denumirea de Bosia, făcea parte din plasa Braniștea a județului Iași și era formată din satele Bosia, Marhonda, Mânzătești, Berești și Ungheni, având în total 1376 de locuitori. În comună funcționau o moară cu aburi, trei biserici și o școală. Anuarul Socec din 1925 o consemnează sub numele de Ungheni în plasa Copou a aceluiași județ, având 1854 de locuitori în satele Berești, Bosia, Mânzătești, Marhonda, Ungheni și Ungheni-Haltă.
În 1950, denumită din nou Bosia, comuna a fost inclusă în raionul Iași din regiunea Iași. În 1968, ea a revenit la județul Iași, reînființat. Denumirea comunei a fost schimbată din nou în Ungheni în 1996, deși reședința ei a rămas la Bosia.

## Monumente istorice

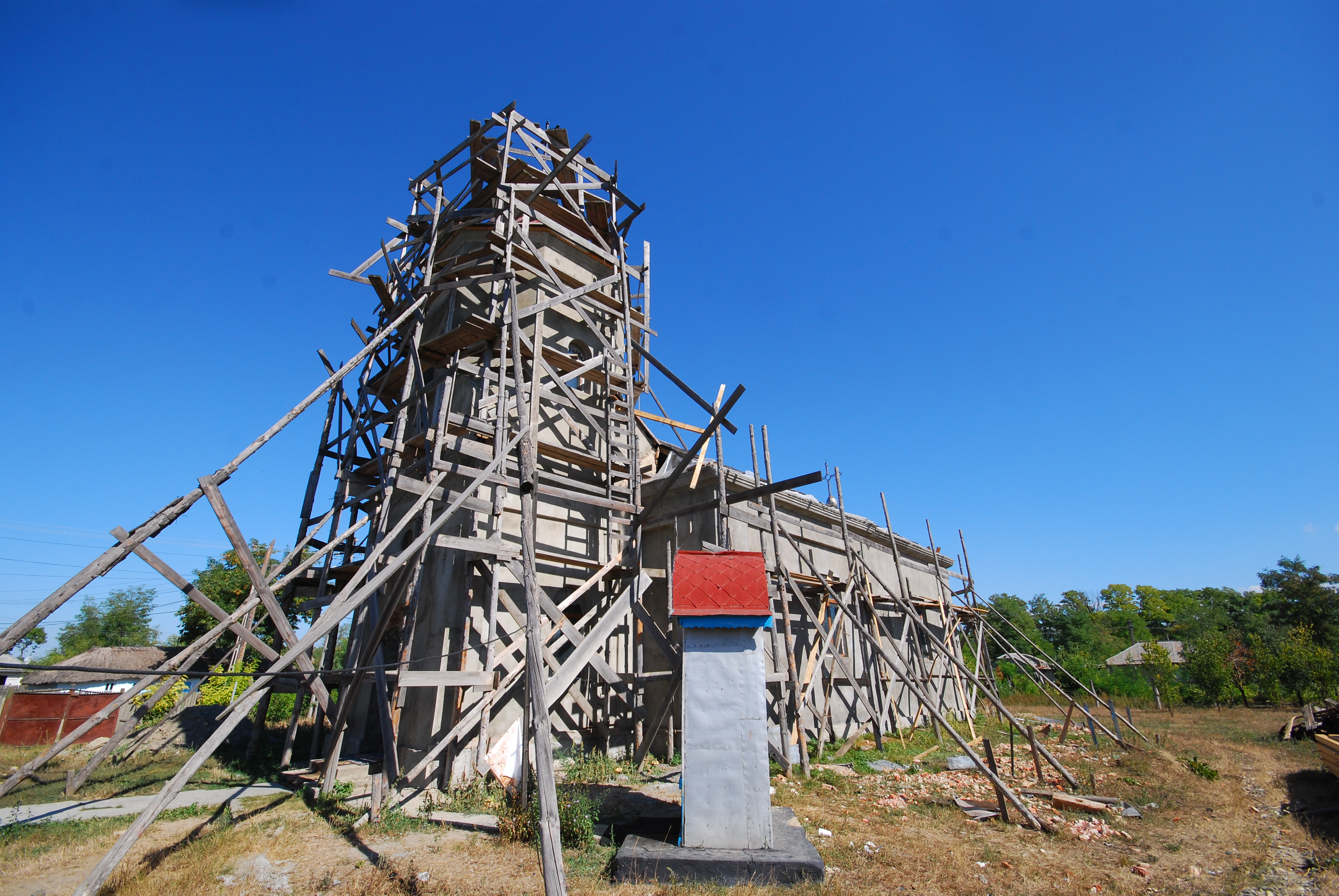
Biserica „Sfântul Nicolae” din Bosia, monument istoric

Singurul obiectiv din comuna Ungheni inclus în lista monumentelor istorice din județul Iași ca monument de interes local, clasificat ca monument de arhitectură, este biserica „Sfântul Nicolae” (1858) din satul Bosia.

## Cultură și învățământ
Comuna are trei școli. Cea mai importantă este Școala Generală Bosia-Ungheni. De asemenea și localitatea Mânzătești are o școală generală. Coada Stâncii are doar o școală primară, dar elevii își continuă studiile la celelalte școli din comună, la școlile din Iași sau din localitățile vecine.
Principalele activități culturale se desfașoară în cadrul Centrului Cultural. Clădirea acestei instituții a fost de curând renovată. În cadrul școlii Bosia activează o trupă de teatru ce a obținut numeroase[câte?] premii în competițiile la care a participat.

## Economie
Ocupația de bază a locuitorilor comunei Ungheni a fost și este agricultura. Dar în trecut, nevoia i-a invatat pe aceștia să-și meșterească singuri uneltele și obiectele de care aveau nevoie. Iarna în gospodării instalau războaie de țesut covoare, lucrau broderii, impleteau coșuri din nuiele, rogojini de papură,etc. Existau de asemenea fierării și ateliere de tâmplărie; se spune că a existat și un meșter olar. Dar în prezent majoritatea uneltelor sunt procurate din comerț, fie din Iași, fie din localitățile învecinate. Produsele rezultate din agricultură sunt comercializate în piețele ieșene. De asemenea activitatea economică tinde să se reprofileze de la agricultură spre servicii. Mare parte din locuitori au o slujbă în Iași, spre care fac naveta zilnic.
În anul 1868 începe construirea căii ferate Iasi-Ungheni pentru a se face legătura cu Rusia. Ungheniul a devenit punct de frontieră, astfel s-au construit sedii pentru instituții cum ar fi: gara, cantină, spitalul. Calea ferată a stimulat activitatea comercială a zonei. După Marea Unire din anul 1918, locuitorii de pe cele două maluri ale Prut-ului, obișnuiau să meargă la iarmaroacele și târgurile care se organizau periodic, făceau schimb de produse, participau la jocuri și distracții populare. Acum activitatea comercială se desfășoară în principal cu orașul Iași, dar uneori se mai organizează iarmaroace și târguri, ca în trecut.